# Anais (Charente-Maritime)
Anais település Franciaországban, Charente-Maritime megyében. Lakosainak száma 318 fő (2022. január 1.). Anais Angliers, Bouhet, Le Gué-d’Alleré, Saint-Christophe, Saint-Sauveur-d’Aunis, Vérines és Virson községekkel határos.

## Népesség
A település népességének változása:
| Lakosok száma | 197  | 211  | 231  | 270  | 326  | 325  | 320  | 313  | 316  | 318  |
|               | 1968 | 1982 | 1990 | 2006 | 2013 | 2015 | 2017 | 2019 | 2020 | 2022 |